# Torricella-Taverne
Torricella-Taverne (in dialetto ticinese Toresèla-Tavèrn) è un comune svizzero di 3 066 abitanti del Canton Ticino, nel distretto di Lugano.

## Geografia fisica
Torricella-Taverne è situato nella valle del fiume Vedeggio. La regione gode di un buon soleggiamento con un numero moderato di precipitazioni annue.

## Monumenti e luoghi d'interesse
- Chiesa parrocchiale dei Santi Maurizio e Biagio in località Torricella, attestata dal 1361[2];
- Oratorio di San Rocco, eretto nel 1578[senza fonte];
- Oratorio di Santa Maria Maddalena in località Taverne, eretto dopo il 1469 ampliando una costruzione preesistente[senza fonte];
- Oratorio di San Giovanni Battista in località Taverne Superiore, eretto alla fine del XVI secolo[senza fonte];
- Castello Trefogli[senza fonte].

## Società

### Evoluzione demografica
L'evoluzione demografica è riportata nella seguente tabella:
Abitanti censiti

## Infrastrutture e trasporti

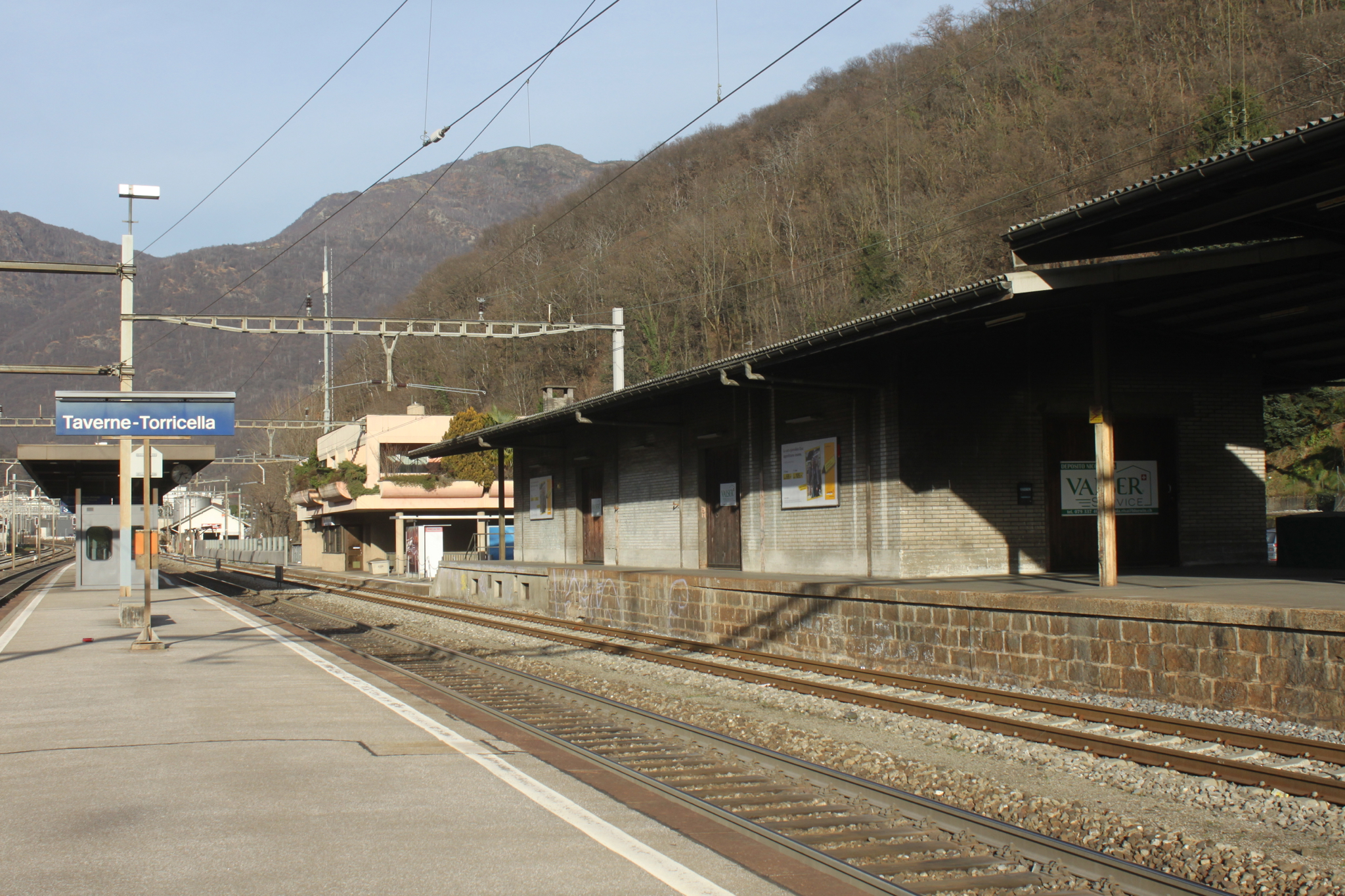
La stazione di Taverne-Torricella

Il comune è servito dalla stazione di Taverne-Torricella della ferrovia del Gottardo.

## Amministrazione
Ogni famiglia originaria del luogo fa parte del cosiddetto comune patriziale e ha la responsabilità della manutenzione di ogni bene ricadente all'interno dei confini del comune. L'ufficio patriziale al 2020 è presieduto da Marco Trefogli .

## Sport
La locale squadra di calcio è l'AC Taverne, che attualmente (2022/23) milita in Prima Lega Classic. La Scuola Tennis Taverne organizza due tornei internazionali: uno riservato agli Under 16 del Circuito Tennis Europe ed un ITF Futures 10.000$ maschile.